# بدر الدين الحديوي
بدر الدين الحديوي ملاكم مغربي، ولد في 25 ديسمبر 1988، متخصص في صنف خفيف الثقيل (وزن أقل من 75 كلغ) منذ 2011 بعد أن كان ينافس سابقا في الوزن الخفيف (وزن أقل من 60 كلغ).

## سيرته الرياضية
- أهم إنجاز للحديوي هو ظفره بالميدالية الذهبية في الوزن الخفيف في دورة بطولة أفريقيا للملاكمة 2009 التي أقيمت في موريشيوس.
- خلال دورة الألعاب العربية بالدوحة 2011 فاز بالميدالية الفضية للخفيف الثقيل بعد هزيمته في النهاية أمام المصري محمد هيكل ب 9 مقابل 8.

## مشاركته في الأولمبياد
2012

تأهل للمشاركة في الألعاب الأولمبية الصيفية 2012 بلندن بعد اجتيازه الدور الإقصائي الأفريقي الذي أجري في الدارالبيضاء بالمغرب.

النتائج:
| الملاكم           | الحدث              | دور ال 16                          | ربع النهائي      | نصف النهائي      | النهائي          | النهائي          |
| الملاكم           | الحدث              | المنافس نتيجة                      | المنافس نتيجة    | المنافس نتيجة    | المنافس نتيجة    | رتبة             |
| ----------------- | ------------------ | ---------------------------------- | ---------------- | ---------------- | ---------------- | ---------------- |
| بدر الدين الحديوي | وزن أقل من 75 كلغ. | أبوس أطوييف أوزبكستان · خسر 11 - 9 | أقصي من دور ال16 | أقصي من دور ال16 | أقصي من دور ال16 | أقصي من دور ال16 |

## روابط خارجية
- بدر الدين الحديوي على موقع بوكس ريك (الإنجليزية) (registration required)
- بدر الدين الحديوي على موقع اللجنة الأولمبية الدولية (الإنجليزية)
- بدر الدين الحديوي على موقع أوليمبيديا (الإنجليزية)